# Сатурніно Осоріо
Сатурніно Осоріо (ісп. Saturnino Osorio, 6 січня 1945 — 1980) — сальвадорський футболіст, що грав на позиції захисника.

## Клубна кар'єра
У дорослому футболі дебютував 1965 року виступами за команду «Агіла», в якій провів п'ять років і виграв чемпіонат Сальвадору 1967/68.
Своєю грою за цю команду привернув увагу представників тренерського штабу клубу «Альянса», до складу якого приєднався 1971 року. Відіграв за команду із Сан-Сальвадора наступні чотири сезони своєї ігрової кар'єри.
1975 року Осоріо недовго пограв у команді другого дивізіону «Платенсе Мунісіпаль», після чого повернувся в «Агілу», вигравши з нею ще одне чемпіонство.
Завершив ігрову кар'єру у команді «Альянса», за яку виступав протягом 1975 року.

## Виступи за збірну
У складі національної збірної Сальвадору був учасником чемпіонату світу 1970 року у Мексиці, на якому зіграв усі три матчі — проти Бельгії, СРСР та Мексики.
1980 року Сатурніно Осоріо був вбитий.

## Титули і досягнення
- Чемпіон Сальвадору (2):

«Агіла»: 1967/68, 1975/76